# Yuka Kamino
Yuka Kamino (en japonais : 神野由佳) est une patineuse de vitesse sur piste courte japonaise.

## Biographie
Elle participe aux épreuves de patinage de vitesse sur piste courte aux Jeux olympiques de 2002 et de 2006.
En 2002, elle arrive 4e au relais avec Chikage Tanaka, Ikue Teshigawara, Atsuko Takata et Nobuko Yamada. En 2006, elle finit 7e du 1 500 mètres.